# Moema
Moema là một đô thị thuộc bang Minas Gerais, Brasil. Đô thị này có diện tích 202,663 km², dân số năm 2007 là 6754 người, mật độ 35,8 người/km².